# Fortuné-Charles de Mazenod
Fortuné-Charles de Mazenod (Aix-en-Provence, 27 aprile 1749 – Marsiglia, 21 febbraio 1840) è stato un vescovo cattolico francese, vescovo di Marsiglia dal 1823 al 1837.

## Biografia
Suo padre era stato militare e poi magistrato e presidente della corte dei conti di Aix-en-Provence.
Studiò presso i gesuiti e poi nel seminario di Saint-Sulpice a Parigi; il 6 aprile 1776 fu ordinato prete a Beauvais dal vescovo François-Joseph de La Rochefoucauld e fu vicario generale di Jean de Dieu-Raymond de Boisgelin de Cucé, arcivescovo di Aix-en-Provence.
Allo scoppio della Rivoluzione francese emigrò in Italia con la famiglia di suo fratello: mentre era ancora a Palermo, Luigi XVIII lo scelse quale nuovo vescovo di Marsiglia e, ottenuta la conferma papale, fu consacrato vescovo a Issy da Jean-Baptist-Marie-Anne-Antoine de Latil, vescovo di Chartres.
Scelse come suo vicario generale il nipote Eugène, in favore di cui rinunciò all'episcopato nel 1837.

## Genealogia episcopale
La genealogia episcopale è:
- Cardinale Scipione Rebiba
- Cardinale Giulio Antonio Santori
- Cardinale Girolamo Bernerio, O.P.
- Arcivescovo Galeazzo Sanvitale
- Cardinale Ludovico Ludovisi
- Cardinale Luigi Caetani
- Cardinale Ulderico Carpegna
- Cardinale Paluzzo Paluzzi Altieri degli Albertoni
- Papa Benedetto XIII
- Papa Benedetto XIV
- Papa Clemente XIII
- Cardinale Giovanni Francesco Albani
- Papa Pio VI
- Arcivescovo François de Pierre de Bernis
- Cardinale Jean-Baptist-Marie-Anne-Antoine de Latil
- Fortuné-Charles de Mazenod